# 1842 en Belgique
Chronologie de la Belgique
- 1838
- 1839
- 1840
- 1841
- 1842
- 1843
- 1844
- 1845
- 1846

Cette page recense des événements qui se sont produits durant l'année 1842 en Belgique.

## Événements
- 15 février : sous la pression des libéraux, le projet de loi accordant la personnalité juridique à l'université catholique de Louvain est retiré[1].
- 1er mai : inauguration du plan incliné de la côte d'Ans[1].
- 16 juillet : accord commercial franco-belge destiné à sauver l'industrie linière en Flandre[1].
- 22 août - 6 novembre : ouverture du Salon de Bruxelles de 1842[2].
- 15 septembre : fondation à Bruxelles d'une conférence de Saint-Vincent-de-Paul[3].
- 23 septembre : parution au Moniteur belge de la première « loi organique de l'enseignement primaire ». Chaque commune est tenue d'établir une école primaire sur son territoire. L'enseignement de la religion et de la morale y est obligatoire et le clergé catholique a un droit de contrôle sur l'ensemble de l'enseignement[3].
- 4 octobre : fondation de l’Académie d’archéologie de Belgique[4].

## Littérature
- Le Mal du pays, recueil d'Étienne Hénaux[1].

## Arts

### Peinture
Le prix de Rome belge de peinture est attribué à Jean-François Portaels.

## Sciences
- Mémoire sur la cohésion des liquides et sur leur adhérence aux corps solides, présenté à l'Académie royale par François Donny[1].

## Naissances
- 21 février : Joseph Hellebaut, militaire et homme politique († 17 mars 1924).
- 20 août : Julien De Vriendt, peintre et homme politique († 20 avril 1935).